# Oualid El Hajjam
Oualid El Hajjam (Châteauroux, Centro-Valle de Loira, Francia, 19 de febrero de 1991) es un futbolista francés, nacionalizado marroquí, que juega en la demarcación de defensa para el Le Havre A. C. de la Ligue 1 de Francia.

## Selección nacional
Hizo su debut con la selección de fútbol de Marruecos el 27 de marzo de 2018 en un encuentro amistoso contra Uzbekistán que finalizó con un resultado de 2-0 a favor del combinado marroquí tras los goles de Manuel da Costa y Ayoub El Kaabi.

## Clubes
| Club               | País    | Año       | Partidos | Goles |
| ------------------ | ------- | --------- | -------- | ----- |
| Le Mans F. C. "II" | Francia | 2008-2011 | 36       | 1     |
| Amiens S. C. "II"  | Francia | 2011-2012 | 37       | 3     |
| Amiens S. C.       | Francia | 2012-2019 | 137      | 4     |
| E. S. Troyes A. C. | Francia | 2019-2022 | 70       | 2     |
| Le Havre A. C.     | Francia | 2022-     | 52       | 1     |